# Thick as a Brick
A Thick as a Brick a Jethro Tull együttes 1972-es stúdióalbuma (címe szó szerint: "Ostoba, mint egy tégla", magyarán – "Buta, mint a kő"). A dalszövegeket egy vers köré írták, melyet egy kitalált személy, Gerald Bostock (avagy Little Milton) csodagyerek írt. A kompozíció figyelemre méltó a számos ütem- és tempóváltás, valamint a sok akkord miatt, inkább hasonlít egy szimfonikus darabra, mint egy rockdalra.
A zenekar vezetője, Ian Anderson meglepődött előző lemezét, az Aqualungot ért kritikák miatt, és mereven visszautasította, hogy az konceptalbum lett volna. A Thick as a Bricket ezzel szemben egy koncepció alá rendelték: egy okos kiskamasz díjat kap egy verséért, de a díjat visszavonják, mikor televíziós közvetítés alatt a "g_r" szót használja. Az album borítóján egy erről szóló képzeletbeli újság látható, melyen megtalálható maga a vers is. A cikkek és hirdetések azt a vallásos és kezdetleges újságírást parodizálják, amely még ma is sokhelyütt létezik.
Az angol albumlistán az ötödik, a Billboard albumlistán az első helyezést érte el.
2012-ben elkészült a folytatás, Thick as a Brick 2 címmel, Ian Anderson szólólemezeként.

## Az album dalai
1. "Thick as a Brick" – 22:45 (Ian Anderson/Gerald Bostock)
2. "Thick as a Brick" – 21:05 (Ian Anderson/Gerald Bostock)